# Бамберг (округ)
Округ Бамберг (англ. Bamberg County) располагается в штате Южная Каролина, США. Административный цент округа находится в одноимённом городе.
По состоянию на 2010 год, численность населения составляла 15 987 человек.

## История
Округ Бамберг был официально образован в 1897 году и назван в честь генерала армии Конфедеративных Штатов Америки Фрэнсиса Мэриона Бамберга, чей дом в столице округа является местной достопримечательностью и занесён в Национальный реестр исторических мест США.

## География
В соответствии с данными указанными на сайте центрального статистического органа страны — Бюро переписи населения США, общая площадь округа равняется 1023,051 км2, из которых 1017,871 км2 приходится на сушу и 5,180 км2 или 0,560% занимает водная поверхность.

## Население
По данным переписи населения 2000 года в округе проживает 16 658 жителей в составе 6 123 домашних хозяйств и 4 255 семей. Плотность населения составляет 16,00 человек на км2. На территории округа насчитывается 7 130 жилых строений, при плотности застройки около 7,00-ми строений на км2. Расовый состав населения: белые — 36,47 %, афроамериканцы — 62,50 %, коренные американцы (индейцы) — 0,16 %, азиаты — 0,19 %, гавайцы — 0,01 %, представители других рас — 0,14 %, представители двух или более рас — 0,53 %. Испаноязычные составляли 0,71 % населения независимо от расы.
В составе 31,10 % из общего числа домашних хозяйств проживают дети в возрасте до 18 лет, 43,60 % домашних хозяйств представляют собой супружеские пары проживающие вместе, 21,30 % домашних хозяйств представляют собой одиноких женщин без супруга, 30,50 % домашних хозяйств не имеют отношения к семьям, 27,80 % домашних хозяйств состоят из одного человека, 11,60 % домашних хозяйств состоят из престарелых (65 лет и старше), проживающих в одиночестве. Средний размер домашнего хозяйства составляет 2,55 человека, и средний размер семьи 3,10 человека.
Возрастной состав округа: 25,40 % моложе 18 лет, 12,90 % от 18 до 24, 24,60 % от 25 до 44, 23,20 % от 45 до 64 и 23,20 % от 65 и старше. Средний возраст жителя округа 35 лет. На каждые 100 женщин приходится 88,70 мужчин. На каждые 100 женщин старше 18 лет приходится 84,00 мужчин.
Средний доход на домохозяйство в округе составлял 24 007 USD, на семью — 29 360 USD. Среднестатистический заработок мужчины был 25 524 USD против 19 191 USD для женщины. Доход на душу населения составлял 12 584 USD. Около 23,90 % семей и 27,80 % общего населения находились ниже черты бедности, в том числе — 35,00 % молодежи (тех, кому ещё не исполнилось 18 лет) и 25,80 % тех, кому было уже больше 65 лет.